# 커밀라 벨
커밀라 벨 루스(Camilla Belle Routh, 1986년 10월 2일 ~ )은 미국의 배우이다. 벨은 영화 《쥬라기 공원 2: 잃어버린 세계》, 《낯선 사람에게서 전화가 올 때》, 《10,000 BC》, 《콰이어트》 그리고 최근에는 《푸시》까지 등에 출연하였다.

## 어린 시절
벨은 캘리포니아주 로스앤젤레스에서 커밀라 벨 루스라는 이름으로 태어났다. 커밀라의 어머니는 크리스티나로 브라질에서 패션 디자이너 일을 하고 있었으며, 아버지는 잭 웨슬리 루스로 건설 회사를 소유하고 있었고, 때로는 컨트리 음악의 작곡도 했었다. 벨은 엄격한 가톨릭 집안에서 자랐다. 벨은 가톨릭 초등학교인 말보로 학교를 졸업했고, 로스앤젤레스에 위치한 여자 고등학교에 다녔다. 벨은 학업과 작품 활동을 병행하며 학교를 성실하게 다녔는데, "나는 배우지만 또래 여자들과 똑같아요. 지금 내가 어떤 자리에 있든지 어딜 가든지 나는 예전의 나 그대로죠"라고 말했다.

## 활동
벨은 5살때 데뷔작인 NBC의 스릴러 영화 《긴급 구조대》에 출연했다. 그리고 1995년, 영화 《소공녀》에서는 제인역을 맡으며 본격적인 연기 활동을 시작한다. 벨이 처음으로 주연을 맡은 영화는 2000년에 개봉된 디즈니 채널의 영화 《고래의 노래》이다. 이후 롤랜드 에머리히 감독의 영화 10,000 BC에 출연하는 등 얼굴을 조금씩 알렸다. 또한 2009년 영화 《푸시》에서 키라 허드슨 역을 맡아 출연하기도 했다.
한편 미국의 웹사이트 《인디펜던트 크리틱스》가 선정한 세계에서 가장 아름다운 얼굴 순위 중 벨이 1위에 뽑혀 많은 관심을 받았었다.

## 사생활

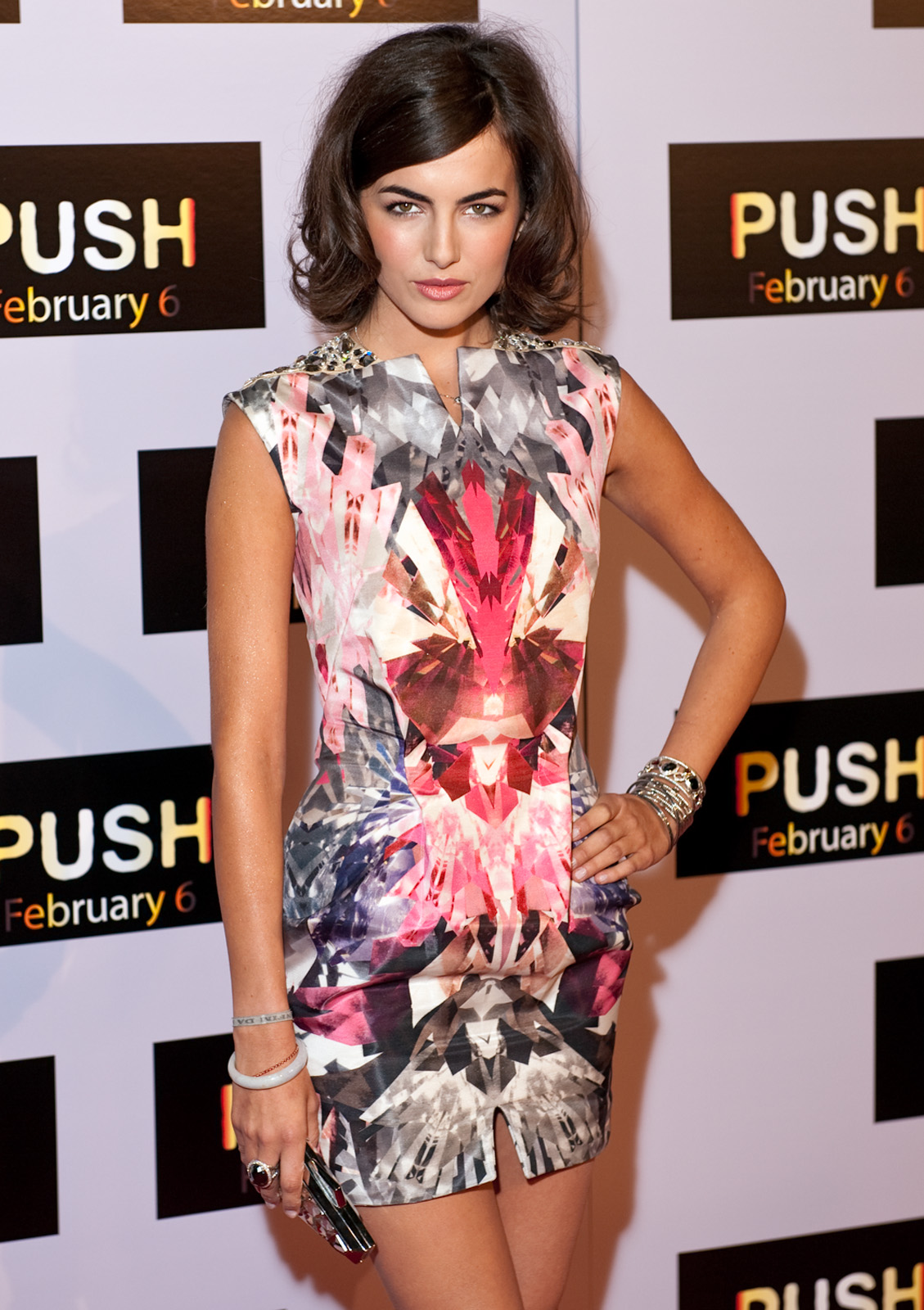
캘리포니아주 로스앤젤레스에서 《푸시》 시사회에서.

벨은 2008년 10월 조나스 브라더스의 "Lovebug" 뮤직비디오에 나오며 조 조나스와 연인관계로 발전했다. 하지만, 2009년 7월 하순 쯤에 조와 벨은 헤어진것으로 알려졌다.
벨은 《엘르 코리아》와의 인터뷰에서 "나이트클럽 가는 것보다 친구들을 집에 불러 요리해주는 걸 좋아하고 또래 여자들과 마찬가지로 맛집을 찾아다니고 영화 보는 것이 취미의 전부"라고 말하며 요리하기를 좋아한다고 밝혔다.

## 출연 작품
| 연도 | 제목                         | 역할             | 비고                            |
| ---- | ---------------------------- | ---------------- | ------------------------------- |
| 1993 | 엠프티 크레이들              | 샐리             | 텔레비전                        |
| 1993 | 긴급 구조대                  | 제니퍼 게이츠    | 텔레비전 영화                   |
| 1994 | 사라의 이중 생활             | 젊은 엘리자베스  | 텔레비전                        |
| 1995 | 소공녀                       | 제인             |                                 |
| 1995 | 애니 2 - 황실의 모험         | 몰리             | 텔레비전                        |
| 1996 | 야성녀 아이비2               | 대픈 폴크        |                                 |
| 1996 | 파이널 캅                    | 붓 콜맨          | 텔레비전                        |
| 1997 | 쥬라기 공원 2: 잃어버린 세계 | 캐시 보먼        |                                 |
| 1998 | 패트리어트                   | 홀리 맥클라렌    |                                 |
| 1998 | 프랙티컬 매직                | 11살 샐리 오웬스 |                                 |
| 1999 | Replacing Dad                | 맨디             | 텔레비전                        |
| 1999 | 안데스의 비밀                | 다이아나 윌링스  |                                 |
| 2000 | 고래의 노래                  | 시드니 밀러      | 텔레비전                        |
| 2001 | 인비져블 서커스              | 10-12살의 피비   |                                 |
| 2001 | 백 투 더 시크릿 가든         | Lizzie Buscana   |                                 |
| 2005 | 발라드 오브 잭 앤 로즈       | 로즈 슬라빈      |                                 |
| 2005 | 춤스크러버                   | 크리스탈 폴스    |                                 |
| 2005 | 콰이어트                     | 닷               |                                 |
| 2006 | 낯선 사람에게서 전화가 올 때 | 질 존슨          |                                 |
| 2007 | 트랩                         | 헤르미아         |                                 |
| 2008 | 10,000 BC                    | 에볼렛           |                                 |
| 2009 | 푸시                         | 키라 허드슨      |                                 |
| 2009 | 어드리프트                   | 안젤라           | "어드리프트" – 국제 (영어 이름) |
| 2010 | 발명의 아버지                | 리사             |                                 |
| 2010 | 애프터 웨딩                  |                  |                                 |
| 2011 | 프럼 프라다 투 나다          | 노라             |                                 |
| 2011 | 브레이크어웨이               | 멜리사 윈터스    |                                 |
| 2012 | Lovelocked                   | 시드             | 단편 영화                       |
| 2013 | 오픈 로드                    | 앤지             |                                 |
| 2013 | 제로 아워                    | 폴라             | 단편 영화                       |
| 2014 | 친구와 애인 사이             | 테스             |                                 |
| 2014 | 아마폴라                     | 아마             |                                 |
| 2014 | 볼드                         | 린다             | 단편 영화                       |
| 2015 | 디아블로                     | 알렉산드라       |                                 |
| 2016 | 아메리칸 사이드              | 에밀리 체이스    |                                 |
| 2016 | 선다운                       | 가비             |                                 |
| 2022 | 카터                         | 아그네스         |                                 |